# オスカー・クルマン
オスカー・クルマン（Oscar Cullmann, 1902年2月25日 - 1999年1月16日）は、フランスの新約聖書学者、古代キリスト教会史学者。
フランスのストラスブール生まれ。救済史の神学の発展に寄与した。エキュメニカル運動で、ルター派とローマ・カトリック教会の対話を確立するための重要な責任をになったことでも知られている。

## 経歴
1902年、ストラスブールに生まれる。ストラスブール大学とパリ大学で学んだ。
1930年にストラスブール大学の教授に就任。1938年にバーゼル大学の教授となり、教会史と新約学を担当した。1945年以降は、パリ大学プロテスタント神学部教授も兼任した。

## 研究内容・業績、主張
- 聖書神学の領域で活躍し、ルドルフ・ブルトマンを中心とする新約聖書の実存論的な解釈に反対し、キリストの救済史を強調した救済史学派を形成した。
- バーゼル大学の同僚であった、カール・バルトに反対して、幼児洗礼擁護論争も引き起こしたことでも知られる。
- フランス語共同訳 (La TOB) のプロテスタント代表の学者として、カトリック側の学者ピエール・ブノワと共に、新約聖書の監修になった[3]。

## 日本語訳
- 『キリストと時 原始キリスト教の時間観及び歴史観』（前田護郎訳、岩波書店） 1954
- 『原始教会の信仰告白』（由木康訳、新教出版社、聖書学叢書） 1957
- 『原始キリスト教と礼拝』（由木康, 佐竹明共訳、新教出版社、聖書学叢書） 1957
- 『原始教会の伝承 釈義的・歴史的・神学的問題』（荒井献訳、新教出版社、聖書学叢書） 1958
- 『ペテロ 弟子・使徒・殉教者』（荒井献訳、新教出版社） 1965
- 『新約聖書』（倉田清訳、白水社、文庫クセジュ） 1967
- 『霊魂の不滅か死者の復活か』（間垣洋助, 岸千年共訳、聖文舎） 1966
- 『イエスと当時の革命家たち』（川村輝典訳、日本基督教団出版局、アルパ新書） 1972
- 『クリスマスの起源』（土岐健治, 湯川郁子共訳、教文館） 1996
- 『新約聖書における祈り』（川村輝典訳、教文館、聖書の研究シリーズ） 1999